# Święto winobrania – alegoria Jesieni
Święto winobrania – alegoria Jesieni – obraz alegoryczny autorstwa holenderskiego malarza Jana Gerritszoona van Bronckhorsta,  znajdujący się w Muzeum Narodowe we Wrocławiu (nr inw. VIII-2162).

## Tematyka i symbolika obrazu
Obraz, zgodnie z trendami niderlandzkiego malarstwa XVII-wiecznego, łączy w sobie scenę rodzajową z treściami alegorycznymi. Sens ukazanej sceny jeszcze w latach 60. XX wieku był niejasny. W latach 1971–1972 dokonano gruntownej konserwacji i restauracji obrazu. Przywrócono wtedy wygląd pierwotny, głównie odsłonięto wizerunek putta spod domalowanego drzewa. Niezrozumiały wizerunek siedzącej kobiety z dłonią wyciągniętą ku drzewu nabrał innego znaczenia, podobnie jak i cała scena.

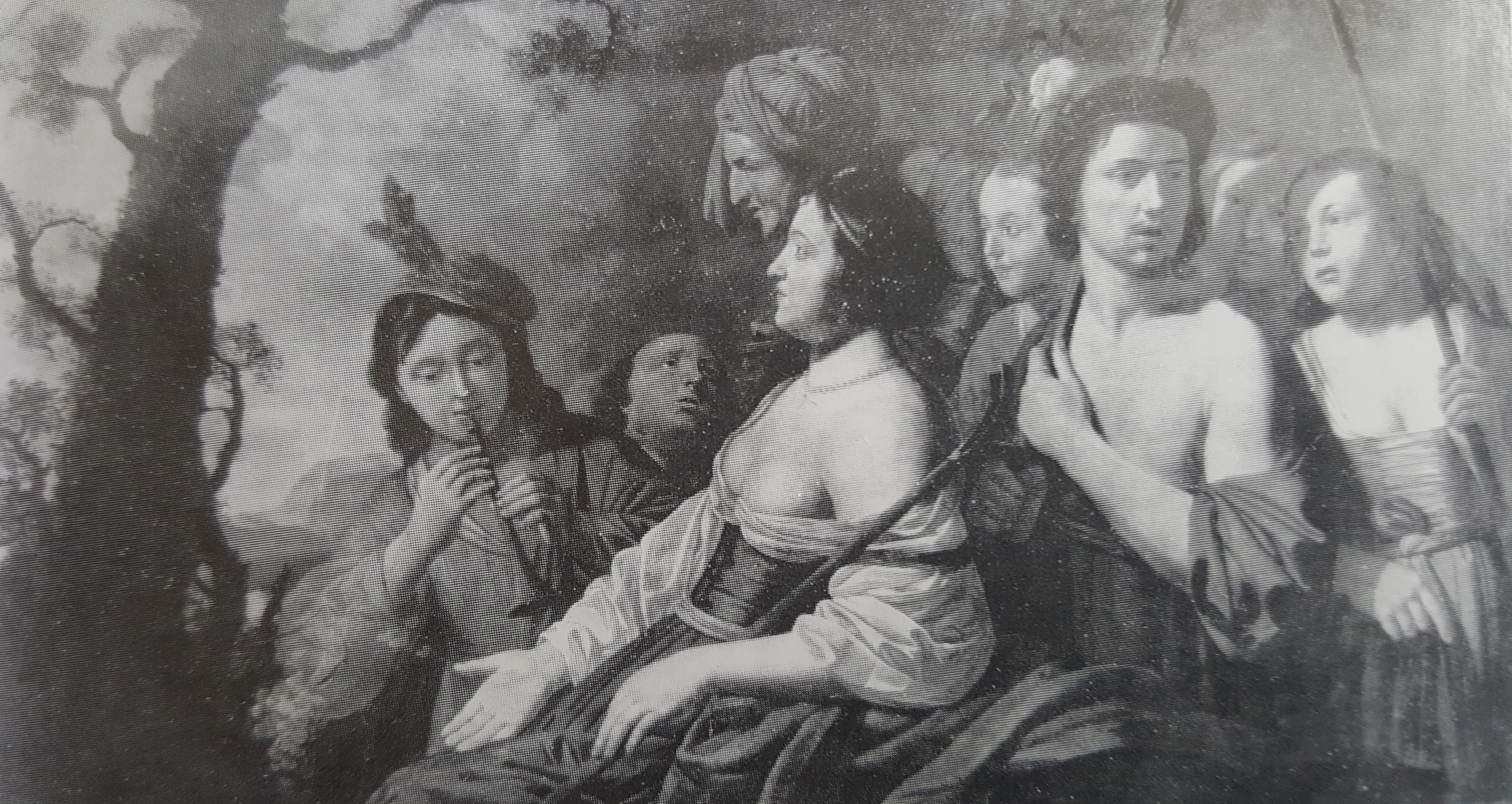
Święto winobrania – wersja sprzed konserwacji w 1971

Obraz przedstawia pochód związany ze świętowaniem winobrania, które odbywa się na jesieni. Kobieta przedstawiona w centralnej części wyciąga dłoń po kiść winogron, trzymaną przez małego Erosa. Kobieta uznawana jest za alegorię Jesieni; za nią widoczna jest głowa staruszki – alegorii Zimy. Wokół tych dwóch postaci skupieni są pasterze, trzymający laski pasterskie wykonane z drzewa jarzębinowego, nawiązujące do biskupiego pastorału, symbolizującego duszpasterstwo. W nieokreślonym czasie obraz został prawdopodobnie obcięty od dołu i góry, o czym świadczą obcięte postacie skrajne, jak i spojrzenie głównej postaci poza płaszczyznę obrazu. Postacie, oświetlone ciepłym światłem padającym z prawej strony, zostały przedstawione w barwnym szeregu półpostaci, w strojach w dominujących barwach czerwieni, bieli i szarego ugru.
Według historyków sztuki Thomasa Döringa i Paula Huysa Janssena autorem obrazu nie jest van Bronckhorst, lecz Jan van Bijlert.

## Proweniencja
Obraz został zakupiony w 1969 roku w salonie przedsiębiorstwa antykwarycznego Desa we Wrocławiu.